# Censur i Sverige under andra världskriget
Under andra världskriget (1939-1945) förekom censur i Sverige. Under 1900-talet hade censur av tryckta källor i demokratiska länder enbart blivit aktuellt under krig eller vid risk för krig. Under andra världskriget antogs en ny lag som möjliggjorde censur i Sverige. En ny paragraf infördes i tryckfrihetsförordningen år 1941 som gjorde det straffbart att yttra sig kritiskt mot andra länder. Det var exempelvis inte tillåtet med tidningsartiklar vars innehåll på något sätt kunde hota Sveriges relation till Tyskland.

## Bakgrund

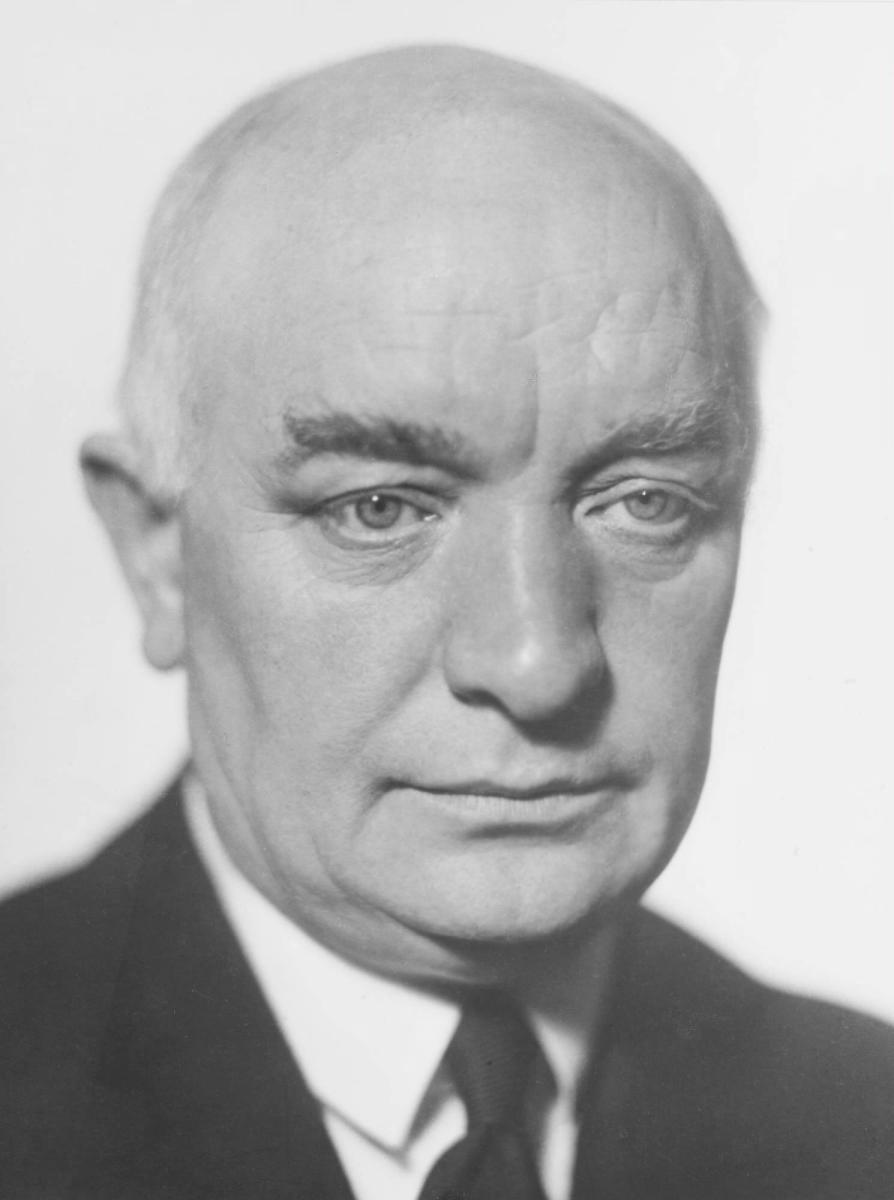
Per Albin Hansson var Sveriges statsminister 1932-1936 och 1936-1946.

Sverige har tillämpat censur vid två olika tillfällen, innan år 1766 och under andra världskriget. Kort efter krigsutbrottet förklarade Per Albin Hansson, Sveriges dåvarande statsminister, i en radiosändning att Sverige var ett neutralt land och att hans mål var att Sverige inte skulle dras in i kriget. Dessutom betonade han vikten av att inte missbruka yttrandefriheten, vilket skulle komma att bli en huvudfråga under de kommande åren. I sitt tal varnade även Per Albin Hansson den svenska befolkningen för att sprida uppgifter om det svenska försvaret på ett oförsiktigt och tanklöst sätt.
Den tyska regeringen utövade påtryckningar på den svenska regeringen för att få den att ställa krav på svenska tidningar att inte skriva negativa artiklar om Tyskland. Efter Hitlers makttillträde år 1933 ökade intensiteten i påtryckningarna och efter krigsutbrottet år 1939 skärpte tyskarna tonen ytterligare. I februari år 1940 förklarade Tysklands propagandaminister Goebbels att det strider mot neutraliteten att göra en skillnad mellan vad en regering tycker och vad landets press tycker. Under krigsåren menade diktaturen Tyskland att regeringarna i de neutrala länderna var ansvariga för vad ländernas press skrev. Denna uppfattning hade blivit delvis accepterad av den svenska regeringen till följd av omständigheternas tryck. Till en början hade den svenska regeringen svarat tyskarna att det rådde tryckfrihet i Sverige och att pressen var fri att skriva vad den ville. Regeringen betonade att den inte blandade sig i vad pressen skrev och att den heller inte kunde ansvara för dess uttalanden.
På 1930-talet saknades censurlagstiftning. Istället använde regeringen andra lagparagrafer för att väcka åtal mot uttalanden i pressen som den ansåg utrikespolitiska olämpliga. De första åtalen före kriget väcktes med hjälp av "smädesparagrafen", TF 3:9. Den så kallade "censurlagen" infördes genom två beslut 12 juni 1940 och 18 juni 1941 genom ändringar i regeringsformen och tryckfrihetsförordningen. Enligt denna lag fick riksdagen tillåtelse att med majoritet i båda kamrarna besluta om förhandscensur i händelse av att landet kom i krig eller vid krigsfara. Det var framför allt utrikesminister  Christian Günther och justitieminister Karl Gustaf Westman som var pådrivande när det gällde införande av en censurlag. Westman ansåg att de möjligheter som fanns för att övervaka pressen inte var tillräckliga. Censurlagens införande föregicks av en häftig diskussion i riksdagen och många var kritiska till inskränkning av tryckfriheten. Lagen kom i praktiken aldrig att användas och den avskaffades genom två beslut i riksdagen den 17 maj 1944 och den 24 maj 1945.
Ända sedan år 1933 hade det tyska utrikesdepartementet gjort diplomatiska hänvändelser mot illa omtyckta tidningsartiklar. Klagomålen medförde i att Ny dag och Arbetaren åtalades, men UD svarade med att man inte kunde vidta åtgärder. Det tyska trycket mot Sverige ökade ytterligare efter att kriget bröt ut år 1939. Att ställa regeringen till svars blev betydligt svårare för invånarna i Sverige. Främst rapporterade tidningarna om sådant som statsråden önskade att de skulle skriva om. Det var mer sällsynt med självständig granskning, ifrågasättande eller fördjupa sig kring regeringsbesluten.

## Radions roll och hållning

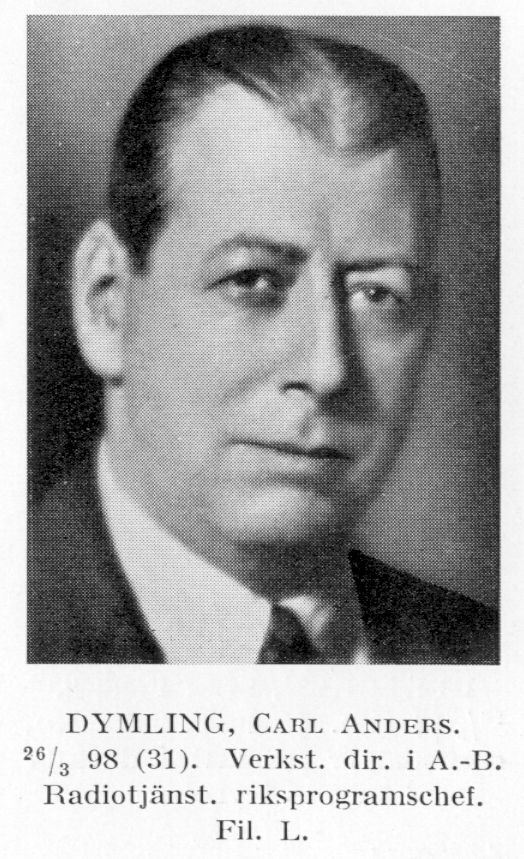
Carl Anders Dymling var en av radiocheferna under krigsåren.

Radion utgjorde en viktig roll i det vardagliga livet för befolkningen innan och under krigsåren. Radioledningen var medvetna om i vilken grad radion kunde spela i samhället. Carl Anders Dymling, som var en av radiocheferna under krigsåren, uttalade sig om sin syn på radions roll och möjligheter. Han menade att radion inte enbart syftade till att sprida information, kultur och underhållning utan även att uttrycka den svenska opinionen. Dymling erkände i efterhand att den svenska radion under krigsåren utnyttjades för nationell propaganda och att den i vissa fall missbrukade sitt syfte. Yngve Hugo, som efterträdde Dymling, medgav under krigsåren att han såg radion som ett betydelsefullt hjälpmedel avseende att stärka fronten inrikes.
Sveriges förändrade situation efter att kriget brutit år medförde en förändrad roll även för radion. Krigsutbrottet i kombination med den svenska regeringens neutralitetsdeklaration innebar nya krav på radions programverksamhet. Samma dag som kriget bröt ut sände Radiotjänst ut ett meddelande till föredragshållare och andra medverkande att avstå från allt som på något sätt kunde uppfattas som "innebärande politiska anspelningar" och att de skulle vara försiktiga med tanke på det rådande världskriget. Radions programverksamhet skulle i allt större utsträckning komma att formas av krig och kristid. Landets neutrala ställning innebar nya krav på radions hållning. Samma år som krigsutbrottet var antalet licenser 1,4 miljoner, en siffra som kom att stiga kraftigt under de kommande åren. Radiotjänstens verksamhet styrdes genom ett avtal med staten och detta medförde ett flertal inskränkningar i företagets möjlighet att kunna göra egna val (handlingsfrihet). Avtalet med staten utgjordes av bestämmelser som hade en dämpande och begränsande påverkan på företagets arbete och programutbud. Nyhetsverksamheten exempelvis, hade genom avtalet brutit sig ut ur Radiotjänsts uppdrag och överlämnats till Telegrambyrån som Gustaf Reuterswärd var chef för.
Vid tiden då kriget bröt ut var radions nyhetsförmedling begränsad. Enligt ett avtal som rådde vid krigsutbrottet var det tre nyhetssändningar som skulle äga rum per dag. Tidningarnas telegrambyrå, TT, bestämde sedan att återkalla de extra morgonnyheterna när kriget i Polen hade varat i några veckor. Under de rysk-finska kriget (1939-1940), bortsett från de första dagarna, fanns inte några extra radionyheter under de tre och en halv månader som vinterkriget varade. Det var inte förrän den 9 april 1940, i samband med att Hitler anföll Danmark och Norge, som TT fick ett skäl till att sända extra morgonnyheter.
Det skedde en granskning av radiomanuskript inom Radiotjänst. Det hände dessutom, framför allt i början av kriget, att man skickade manuskript till Informationsbyrån, och senare Statens informationsstyrelse (SIS), eller till andra myndigheter för granskning. Man var i synnerhet försiktig avseende aktuella utrikespolitiska frågor. De undveks i princip helt och håller under de första åren av kriget. Utrikeskrönikor och översikter avskaffades helt till skillnad från tidigare då de förekom med jämna mellanrum. Under våren 1940 försvann även de nordiska krönikor som berörde kultur- och samhällsliv i de nordiska länderna. I radion tog man avstånd från sådant som kunde misstänkas innebära kritik mot regeringspolitiken. Historiska företeelser som kunde kopplas till dåvarande tid och till inrikespolitiska frågor sorterade man bort. Exempelvis bedömde man att det var opassande med föredrag om indragningsmakten under 1800-talet. Manuskripten skulle flera dagar innan radiosändning skickas in för kontroll. Dessutom var jourhavande tvungna att avlyssna programmen under tiden de sändes för att säkerställa att inga avvikelser hade gjorts från manuskriptet.
Den svenska regeringen hade en försiktig hållning under vinterkriget 1939-1940. Krigsläget under den finsk-ryska krisen år 1940 speglades i den svenska radion, men inte överallt. Man kunde lyssna om det i dagsnyheterna, men däremot inte i Dagens eko. Det dröjde ända till den 12 oktober som Dagens eko började kommentera den finländska krisen. Tidningarnas telegrambyrå införde en extra nyhetssändning sent på kvällen efter att Molotov i ett tal den 29 november 1940 satt punkt för dem i de finsk-sovjetiska förhandlingarna. Dagen efter bombades Helsingfors och Finland var i krig, men trots detta sändes inga extra morgonnyheter. Det var i Pontus Bohmans dikt, en halvtimme före de ordinarie förmiddagsnyheterna, som de första kommentarerna från radion kom till nyheten. Redan i början av vinterkriget hade radion bestämt sig för att ha en passiv och försiktig hållning. I mitten av december höll Per Albin Hansson ett framförande i Dagens eko där Sveriges politiska hållning till Finland nämndes, vilket var enda gången det togs upp i december.
Under kriget i Norge i april 1940 som varade i två månader hade Dagens eko enbart ett fåtal inslag som berörde situationen i Norge. När de väl gjorde det, rapporterade de varken om de aktuella krigshändelserna eller människornas svåra situation. Den 10 april kom den norske stortingspresidenten CJ Hambro till Stockholm för att försöka kunna förmedla ett budskap till den norska befolkningen genom svensk radio, vilket inte var möjligt i Norge då den norska radion var under tysk kontroll. Det verkade i tidningar de följande dagarna att Hambro skulle få tala i radio. Hitler och Göring var upprörda över att Hambro skulle få tala i radio och Richert, den svenske ministern i Berlin, meddelade till UD att Hitler skulle uppfatta Hambros anförande i svensk radio som en fientlig handling och ett neutralitetsbrott. Våldsamma tyska protester ledde till att Hambro aldrig talade i svensk radio. Orsaken till regeringens krav på återhållsamhet och försiktighet som radion skulle ha under kriget i Norge var att Sverige hade den tyska krigsmakten nära intill sig och kände av ett underliggande hot och stigande krav på eftergifter. Andra halvåret av 1940 var det i princip tyst om Norge i den svenska radion.
Vid flera tillfällen kom protester från Tyskland mot bristfällig neutralitet i radionyheterna. DNB, en tysk nyhetsbyrå, hade i augusti 1940 klagat på radionyheterna för att gynna material från västmaktshåll. Den tyska tidningen Völkischer Beobachter som hade stort inflytande skulle senare kritisera de svenska radionyheterna för engelskvänlighet.
År 1941 var nyheterna från Danmark inte många och väl filtrerade. Den svenska radioledningen var, på regeringens begäran, fortfarande återhållsam och försiktig i det som kunde få en politisk innebörd. På det kulturella området däremot, kunde man visa lojalitet och solidaritet med Danmark. Skolradion och uppläsningsprogrammen var de program vars programutbud  i störst utsträckning gav en dansk färg.
Efter krigets vändpunkt övergick den svenska radions försiktiga återhållsamhet till större öppenhet. Dagens eko började kommentera krigshändelserna och Yngve Lorents höll kontinuerligt utrikespolitiska översikter. Dessutom sände föredragsavdelningen mer dagsaktuella föredrag, reportage och diskussioner vilket man innan hade låtit bli att göra.
Under de första åren av kriget berörde Dagens eko politiskt känsliga frågor i mycket liten utsträckning, både inrikes- och framför allt utrikespolitiska frågor. Till en början förekom kommentarer och översikter, men detta upphörde under den första krigshösten i takt med den rysk-finska krisen. Det var sedan ett långt uppehåll innan de kom tillbaka i större utsträckning. Man undvek dock fortfarande vissa känsliga frågor. Hur mycket Dagens eko rapporterade om inrikesfrågor i förhållande till utrikesfrågor förändrades under krigsåren. År 1939 och 1940 berörde ungefär en femtedel av ekoinslagen utrikesfrågor medan resten behandlade inrikesfrågor. När vinterkriget utkämpades bestod många inslag om svenska hjälpinsatser och endast lite om kriget i sig och i princip ingenting om Finlandspolitiken. Ockupationen av Danmark och Norge samt det norska kriget utelämnade man i stort sett helt. De kommande åren ökande antalet utrikesinslag. Från år 1941 kom översikter över krigshändelserna kontinuerligt varje vecka och detta varade fram till krigets slut. Antalet utrikesinlsag var från och med 1942 mer än inrikesinslagen, vilket fortsatte att gälla till kriget var slut.
År 1945 innan krigsslutet tillämpade radion inte den tidigare återhållsamheten och försiktigheten. Exempelvis gav ekots militära kommentatorer kontinuerligt översikter över krigets snabba förlopp i Tyskland och den 22 april handlade ekot genomgående om de sista striderna i Berlin.

### Radion och beredskapsanda
Under krigsåren hade radion olika roller som var viktiga för beredskapssamhället. Radion hade bland till uppgift att förstärka och stimulera den svenska beredskapen och försvarsviljan samt göra den nationella enigheten starkare. Efter 9 april 1940 började svenskhet genomsyra radion vilket fortsatte att gälla under krigsåren. Sådant som kunde associeras med "det svenska" tog man upp i program av olika slag. Bland annat avslutades radiosändningar med nationalsången. Radions svenkhetspropaganda avtog under de sista krigsåren i radions programutbud. Man slutade till exempel att spela nationalsången i radiosändningarna.

### Regeringsingripande på tysk begäran
I september 1940, i samband med slaget om Storbritannien, gjordes ett regeringsingripande på tysk begäran som innebar att radiosändningarna i Sverige skulle sluta tidigare än vanligt, kl 22.15 istället för kl 23 på kvällen. Orsaken till detta var att det skulle gynna det engelska bombflygets navigering när de flög över Tyskland och områden som Tyskland ockuperat. UD gav en kort motivering i radio till varför regeringen hade infört denna åtgärd men denna rymde dock inte hela sanningen om orsaken.  Under krigsåren var radion mycket beroende av statsmakterna och därför såg man lojaliteten mot regeringspolitiken som den enda rätta ställningen.

### Radions försiktighet
Krigsutbrottet och regeringens strävan efter neutralitet innebar strängare krav på radions programledning. Inslag som berörde utrikespolitiska frågor och som handlade om kultur och samhällsliv i de nordiska länderna upphörde att synas i Dagens eko under första krigsåret. Det tog lång tid innan dessa började synas i radio igen. Ämnen som kunde förknippas med aktuella förhållanden var man också försiktig med att beröra i program. Detta rörde delvis om krigshändelserna och förhållandet i de krigsförande eller ockuperade länderna. Den försiktighet man tillämpat under krigsåren var i princip helt försvunnen under det sista krigsåret. Sverige hade, trots landets försiktighet, en strävan efter att visa sympati för grannländerna under åren kriget varade.

## Tidningar

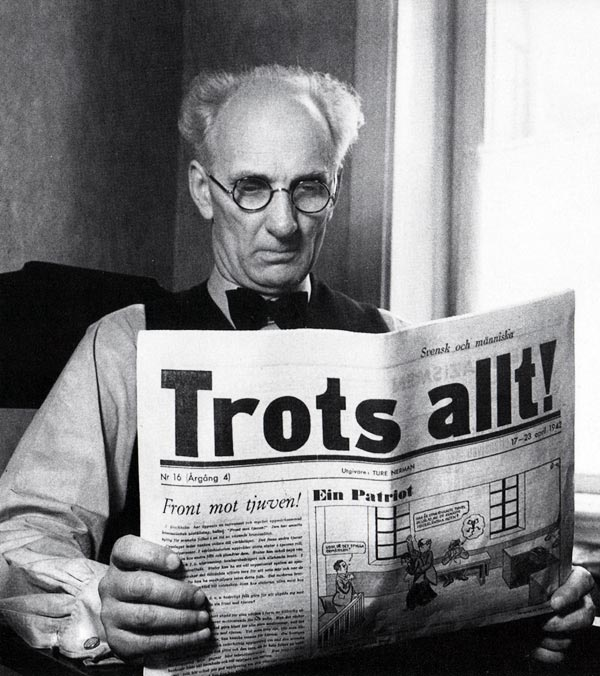
Tidningen Trots allt!

Efter krigsutbrottet ökade det tyska trycket mot Sverige. Judiska tidningar i framför allt USA rapporterade om massakrer, massarresteringar och avrättningar av judar i Warszawa. De flesta tidningar tystnade ner terrorn mot judarna, antingen genom att inte skriva alls eller genom kortare och mer undanskymda artiklar. Tidningarna ville inte sprida falska uppgifter om stridande parter. Dessutom fanns det en traditionell respekt för tysk kultur i Sverige. Man litade på den tyska officerskårens soldatheder.
Efter dådet i München mot Hitler var Sverige officiellt bekymrade och gladdes av att Tysklands ledare klarat sig. Journalisten Ture Nerman skrev dock i tidskriften Trots allt att nazistregimen så småningom skulle störtas. Detta ledde till att han åtalades i Stockholms rådhus med stöd av paragraf 3:9 i den svenska Tryckfrihetsförordningen, vilken sade att man inte fick håna en statschef utrikes som Sverige hade "fredliga förhållanden med".
Justitieminister Karl Gustaf Westman försökte hitta ett effektivt sätt att hantera pressen. I Tryckfrihetsförordningen upptäckte han en paragraf som kunde uppfattas som att regeringen hade tillåtelse att konfiskera skrifter, utan rättegång, som irriterade eller som kunde skapa irritation hos andra länder. Denna paragraf hade inte varit i bruk på nästintill 10 år, men kom nu att nyttjas flitigt av Westman.
Staten tog ett starkare grepp om befolkningen under vintern 1940. Justitieminister Westman gick vidare med nya kreativa idéer för att förhindra förolämpningar riktade mot utländsk makt. Exempel på sådant var att inskränka spridningen av skrifter via allmänna kommunikationsmedel, främst järnväg och post. Lagen trädde i kraft den 1 mars år 1940.
Det lades fram en utredning med förslag om "missbruk av tryckfriheten" under våren år 1940. Det fanns från och med år 1939 ett hemligt regeringsbeslut om att inrätta en allmän säkerhetstjänst som hade kompetens att bevaka post-telegraf samt telefon- och radiotrafik och denna skulle vara aktiv vid krig eller krigsfara. Dessutom ledde nya lagar till strängare straff för bland annat spioneri.
Från och med den 1 februari 1940 verkade den statliga Informationsstyrelsen vars främsta uppgift var att stärka den kulturella folkberedskapen genom exempelvis propaganda kampanjer. Dessutom skulle myndigheten bevaka den svenska pressen. "Gråa lappar" överlämnades till tidningsredaktionerna om vad som var lämpligt och inte lämpligt att skriva om i utrikespolitiska frågor. Normen var att antingen helt avstå från att skriva eller skriva i begränsad utsträckning. Den första stora tvångsförflyttningen av judar vintern 1940 från Tyskland till Polen fick exempelvis enbart en liten notis i DN. Inte förrän i mars skrev SvD om det i en kortfattad notis. Det stod däremot utförligt om deporteringen i Judisk tidskrift.
Under tiden den tyska permittenttrafiken förflyttade tyska soldater genom Sverige, försökte regeringen tysta ner detta så mycket som möjligt. De lyckades däremot inte hålla transporteringen hemlig då 380 svenska riksdagsledamöter hade informerats om vad som pågick och den antinazistiska tidningen Nordens frihet publicerade en artikeln den 4 juli som berörde transporterna.  UD gick dagen efter ut med ett kort pressmeddelande om skeendet, vilket publicerades på många tidningars första sidor utan kommentarer. Varken reportage eller genomgripande diskussioner avseende tågen och soldaterna publicerades. Sveriges statsminister insåg senare att transiteringen var fel. I ett tal den 28 juli 1940 i Sundsvall erkände statsministern att transiteringen gick emot den ställning man haft under krigsåren. Däremot lyfte  han fram att Sverige inte avvikit från neutralitetspolitiken.
Riksdagen hade i juni 1940 accepterat den grundlagsändring som gjorde regelrätt censur tillgänglig. Ett flertal publikationer hade konfiskerats under våren 1940, däribland Samtal med Hitler vilken var publicerad av den tidigare nazisten Hermann Rauschning. Dessutom hade flera tidningar blivit utsatta för transportförbud. Den tyska pressen att styra den svenska pressen ökade mot regeringen i Sverige. När censurlagarna väl gällde blev justitieminister Westman mer aggressiv i sina krav på hårdare tag mot pressen.
Från och med vintern år 1942 blev svenskarna mindre tyskvänliga och detta gällde även bland akademiker. I kulturvärlden exempelvis, var nöjesprofilen Kar de Mumma tyst avseende Hitler och ockupationen av Norge, men gjorde däremot påhopp mot Sovjetunionen, Stalin och Röda armén. Detta ändrades dock i maj år 1942 då Kar de Mumma för första gången kritiserade Tyskland. Under våren år 1942 lanserade även elva svenska dagstidningar artikeln I norska fängelser och koncentrationsläger där Gestapos tortyr och övergrepp mot norrmän som var fängslade utanför Oslo skildrades. Denna samordnade publicering syftade till att provocera den beslag- och eftergiftspolitik som pågått under tre års tid. Man strävade efter att provocera fram ett massbeslag av tidningar och därmed publicitet. Totalt konfiskerade justitieminister Westman 17 tidningar inom loppet av två dagar. Han kom på Dagens Nyheters förstasida och massbeslaget lyftes dessutom fram i riksdagens interpellationsdebatt. Pressnämnden som ansvarade för tidningarnas frivilliga självcensur kritiserade justitieminister Westman. Senare lades antalet konfiskationer och beslag ner i tysthet. Under våren år 1943 försvann de i princip helt.

### Tillslag motHandelstidningen

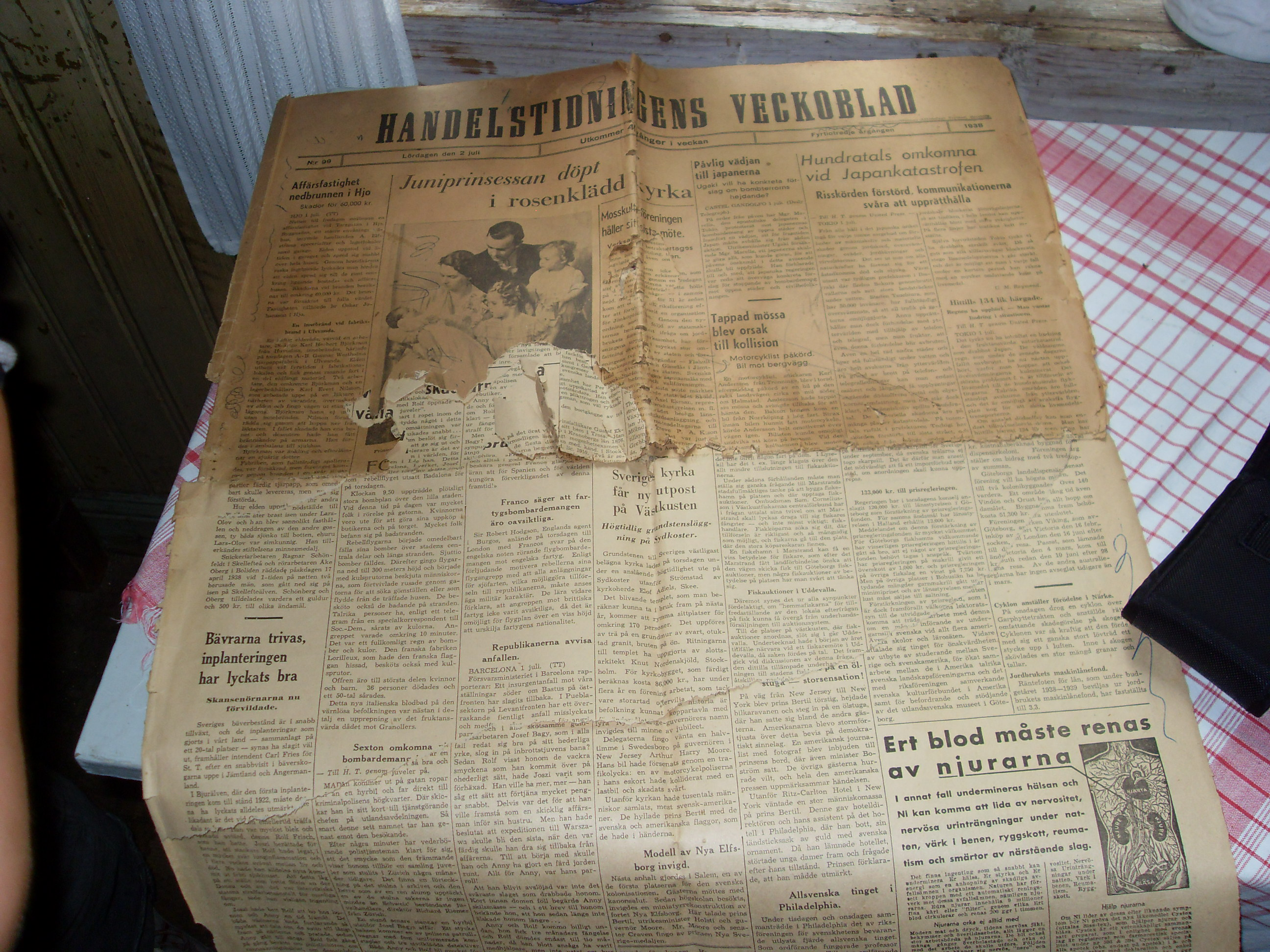
Handelstidningens veckoblad den 2 juli 1938.

Tysklands press mot svensk press som kritiserade den tyska krigsmakten press ökade efter riksdagsvalet år 1940. Under augusti år 1940 hade Christian Gunther, som var utrikesminister, mottagit 30 tyska klagomål. Han krävde att få igenom ett beslut om konfiskation av Handelstidningen, vilket han fick tack vare det lokala pressombudet och polisen. Detta verkställdes både hos tryckeriet och senare hos lokala försäljaren. Däremot hade prenumeranterna hunnit få sin tidning. Beslaget mot Handelstidningen blev främst symboliskt utan någon större publicitet. En del tidningar stödde Handelstidningen, medan andra var mer skeptiska till tidningens antityska publiceringar.

### Skrift avseende judar
Den svenska pressen skrev i princip ingenting om svälten i Warszawagettot eller vad som pågick i det ockuperde Polen. Orsakerna var att tyskarna övervakade informationsflödet men också att många av väst-tidningarna bedömde uppgifterna som partsinlagor och så kallad grymhetspropaganda. Det statliga pressrådet gav i april 1941 ett direktiv till svenska tidningar om att avstå från att skriva utförliga beskrivningar om grymheter i samband med kriget. Judisk krönika å andra sidan, skrev ständigt om förföljelser, förflyttningar och dödande av polska judar. Exempelvis skrev de i maj 1940: " Hur stort antal judar som dött under kriget, som fallit offer för bombardemang, som avrättats, som avlidit på grund av hunger, köld, och sjukdom, kan inte överskådas, men torde röra sig om hundratusentals personer”.
I augusti 1942 rapporterades det om Tysklands deportation av judar i en liten artikel på första sidan i DN. Redan under hösten 1941 hade man skrivit om förflyttningarna, men de artiklarna var i regel ofta korta notiser och bisatser av den svenska pressen. Regeringens uppmärksamhet mot så kallad grymhetspropaganda medförde att det blev svårare för Sveriges befolkning att få en tydlig bild av vad som pågick med judarna i Polen. Även böcker censurerades eller stoppades från publicering. Exempelvis stoppades boken En polsk svart bok om den tyska "nyordningen" i Polen på Trots allts förlag.
Inte förrän den 13 oktober år 1942 rapporterade Handelstidningen, med dess chefredaktör Torgny Segerstedt, den första stora svenska artikeln en varning om att ett folkmord ägde rum. Artikeln hade rubriken Utrotningskrig mot de europeiska judarna. Pressen i Sverige var selektiv med vad man skrev om. I oktober 1942 massarresterades 348 personer i Norge. I svensk press skrev man om mordet på en polisman och Quislings nya lag om konfiskering av judisk egendom. Det var inte först i november år 1942 som man kunde läsa om massarresteringarna men då ofta i kortare artiklar inuti tidningarna.

### Tidningarnas Telegrambyrå och nyhetsförmedling under kriget
Tidningarnas Telegrambyrå (TT) hade en viktig roll under kriget. TT ansvarade för telegramförmedlingen till svenska tidningar och för de tre dagliga nyhetssändningarna i radions enda kanal. TT startade år 1922 och hade i uppgift att bevaka utrikesfrågor via egna ombud hos telegrambyråer utomlands. Regeringen hade en aktiv och nära relation med TT, vilket även fortsatte under andra världskriget. TT stod under direkt kontroll av utrikesdepartementet. Enligt ett avtal mellan TT och Utrikesdepartementet, hade departementets pressbyrå rätt att helt stoppa artiklar eller göra rättelser av meddelanden som ansågs olämpliga för publicering. Det förekom också att TT skickade ut direkt förfalskade meddelanden till tidningarna.

### Statens informationsstyrelse och den hemliga Säkerhetstjänsten
Statsminister Per Albin Hansson och utrikesminister Christian Günther ansåg att det var viktigt att skapa en organisation och rutiner för att kontrollera och granska opinionsbildningen och pressen i landet. Därför grundades myndigheten Statens informationsstyrelse, SIS, år 1940 som arbetade fram till krigets slut år 1945. Den samarbetade i första hand med utrikesdepartementet men också med de militära myndigheterna/säkerhetstjänsten, justitiedepartementet och polisen. Enligt regeringens direktiv var SIS huvuduppgift att "förebygga" så att allmänheten inte fick reda på uppgifter som "med hänsyn till landets politiska och militära läge inte icke böra offentliggöras". Syftet skulle uppnås genom att SIS övervakade all information som nådde allmänheten såsom exempelvis tidningar, böcker, film, radio och bilder. Om SIS hittade något som kunde skada landets intressen och kunde ses som missbruk av tryckfriheten, skulle SIS anmäla detta till justitieministern. Fram till år 1942 anmälde SIS sammanlagt 15 fall av missbruk av tryckfriheten till justitieministern.
Folkberedskapen var en del av den statliga Statens informationsstyrelse (SIS) vars syfte var att stärka försvarsviljan och förhindra ryktesspridning. Detta skedde med hjälp av nätverk av ombud och detta var ofta präster, folkskollärare eller kommunalpolitiker som rapporterade om stämningen lokalt. Framför allt är SIS känt för kampanjen En svensk tiger med vad som gäller försvaret som gavs ut hösten 1941. SIS lydde under utrikesdepartementet (UD) och levererade anvisningar till pressen genom "grå lappar" avseende nyheter som borde strykas eller inte. Dessa lappar till pressen var vägledande, men de uppfattades dock som påbud av tidningsredaktionerna. Det fanns en risk för transportförbud och beslag om tidningarna överskred gränsen för vad som ansågs lämpligt att skriva om. Censurlagen som infördes under våren 1940 fanns även att bruka.
Dessutom kunde den hemliga Säkerhetstjänsten som bildades år 1940 och löd under Socialdepartementet att ta till olika tvångsmetoder. Det var endast en minoritet av regeringen som var medveten om dess existens fram till år 1943. Under krigsåren granskades omkring 50 miljoner postförsändelser. Man ångade upp brev och postpaket genomlystes med ultraviolett ljus. Telegramtrafiken övervakades också.

### Pressnämnden inrättas
I september år 1941 bestämde regeringen att en pressnämnd skulle inrättas som en egen underavdelning inom SIS. Samma år började den nya censurlagen att gälla som möjliggjorde för riksdagen att besluta om "obligatorisk förhandsgranskning" av tryckta skrifter. Däremot ville regeringen undvika förhandsgranskning så mycket de kunde genom ett frivilligt kontrollsystem under pressens egen medverkan. Syftet med pressnämnden var att den skulle fungera som regeringens kontrollorgan för självdisciplin inom pressen. Av den anledningen kom censurlagen aldrig att tillämpas i praktiken.
I pressnämnden satt sju ledamöter från pressen och en ordförande som var verksam inom tidningsverksamhet. Pressnämnden löd under utrikesdepartementet som skulle anmäla till nämnden när publicerade tidningsartiklar var "skadliga för rikets intressen eller ägnade att störa de fredliga förhållanden till främmande makter". När det gällde inrikesartiklar som ansågs skadliga, var det istället informationsstyrelsens uppgift att anmäla detta till pressnämnden. Nämnden kunde dela ut varningar till utgivarna av de tidningar som kunde anses "falla utanför gränserna av ett rätt bruk av tryckfriheten".
Under tiden pressnämnden var verksam, fick den in sammanlagt 63 anmälningar mot tidningar som ansetts ha stört eller skulle kunna störa förhållanden till främmande makter. Av dessa anmälningar utförde tog pressnämnden till åtgärder i 52 av fallen i form av varningar och erinringar. Flest åtgärder utfördes mot tidningarna Arbetaren, Göteborgs- Handels och Sjöfartstidning och Aftontidningen.

### Krigets vändpunkt
Den 29–30 december 1942 kan ses som vändpunkten då regeringen i Sverige insåg att det var bättre att stöta sig med Tyskland än med USA, i och med att de allierade troligtvis skulle vinna kriget. UD:s kabinettssekreterare rapporterade om sina möten med Churchill och Roosevelt.
Sedan hösten 1942 hade medvetenheten växt om ett folkmord mot Europas judar. Från hösten fanns det ingen rädsla att sprida "grymhetspropaganda". DN exempelvis, som då var Sveriges största morgontidning, rapporterade den 6 oktober 1943 om lidandet och att 4000 judar skulle sändas österut i plomberade godsvagnar utan bänkar och ventilation. 
Från år 1944 växte missnöjet med Statens informationsbyrå, den propagandamyndighet med omkring 30 anställda som bildades vintern 1940 för att både övervaka och stärka den svenska allmänhetens beredskap. Vidare kritiserades Pressnämnden som skickade lappar med olika färger till redaktionerna om vad de borde och inte borde skriva om. Ett antal liberala riksdagsmän motionerade i riksdagen om dess avskaffande. 
Samlingsregeringen ville inte göra upp med tidigare års politik. Justitieminister Bergquists proposition om att avskaffa paragraf 3:9 i Tryckfrihetsförordningen skickades inte vidare till riksdagen. Paragrafen hade antagits 1941 och gav regeringen rätt att dra in tryckta skrifter som hotade rikets säkerhet. Anledningen till att propositionen inte skickades vidare var för att krigsfaran inte var över. Det var inte förrän den 17 maj år 1944 som riksdagens båda kammare beslutade att upphäva censurparagraf 3:9. Då det rörde sig om en grundlagsändring, krävdes ett nytt riksdagsbeslut efter nästa val innan beslutet kunde träda i kraft. 

## Filmcensur under andra världskriget

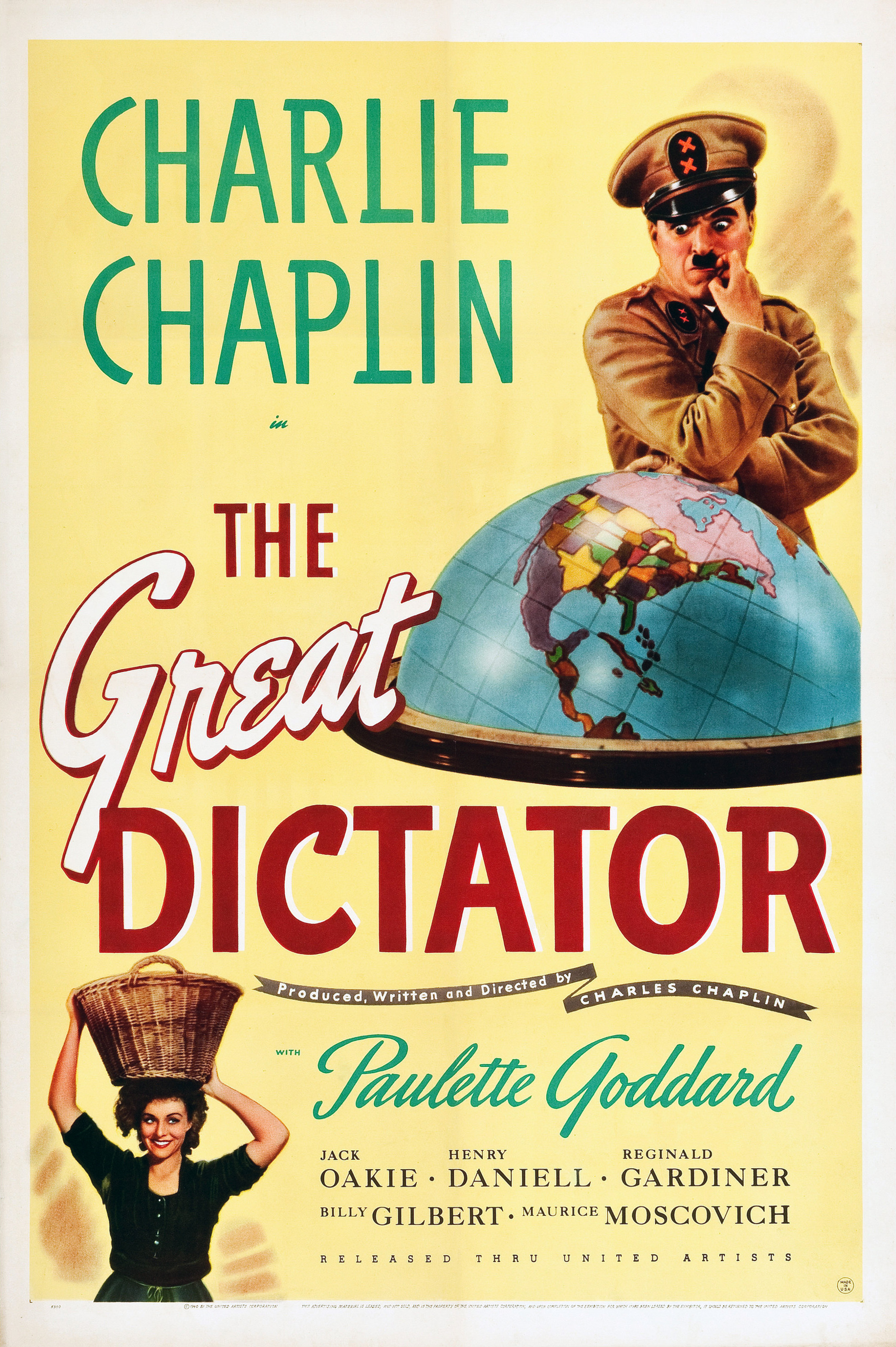
Charlie Chaplins film Diktatorn

Censurering av film kunde ske enligt en lag från år 1911. Statens biografbyrå var den myndighet som ansvarade för censuren och som förhandsgranskade alla filmer som skulle visas offentligt. En paragraf i lagen tillämpades för att förbjuda antinazistiska filmer under andra världskriget som löd "Ej heller må film eller del av film godkännas, om dess förevisande kan anses olämpligt med hänsyn till rikets förhållande till främmande makt." 
De svenska filmbolagen skulle undvika så kallad "hetsfilm". Många filmer förbjöds att visas i Sverige, ofta efter direkta påstötningar från tyskarna. Exempelvis förbjöds flera amerikanska filmer som var kritiska till Nazityskland. När Charlie Chaplins film Diktatorn som hade premiär i USA och England, gav Svensk Filmindustri-direktör Olof Andersson ett löfte om att inte visa filmen. Det var alltså inte Statens biografbyrå som inte tillät filmen. Däremot hade Statens biografbyrå under de första krigsåren förbjudit nio filmer: fyra amerikanska, tre tyska, en finsk och en engelsk. En av dessa var den engelska Flygmalajen går till sjöss med George Formby som handlade om George Formby på äventyr i Norge. Ytterligare en film som förbjöds av filmcensuren under sommaren 1941 var den moderniserade filmatiseringen av Röda Nejlikan filmen Pimpernel Smith. Det var inte förrän två veckor efter Tysklands kapitulation år 1945 som filmen visades i Sverige.

## Böcker
För att stoppa böcker från att publiceras, som regeringen ansåg vara utrikespolitiskt olämpliga, användes samma regelverk som för tidningar. Boken "Samtal med Hitler", som är skriven av en tidigare vän till Hitler, ger en unik inblick i Hitlers personlighet och ger inte en positiv bild av Hitler. Boken beslagtogs år 1939 med hänvisning till paragraf 5:13 i tryckfrihetsförordningen. Exempel på andra böcker som beslagtogs utan åtal är Varför England är i krig av Harold Nicolson och Europa 1940 av Ture Nerman. I Europa 1940 kritiserar Nerman nazisterna hårt och skriver bland annat att "Om England-Frankrike förlorar, så förlorar mänskligheten".
Vilhelm Mobergs roman Rid i natt! från år 1941 var en historisk roman med kritik mot de tyska nazisterna. Trots detta fick den publiceras och blev en stor publikframgång med nästan 60 000 sålda exemplar.

## Förhandsgranskning av brev och telefonkontroll
Under krigsåren fick säkerhetstjänsten i Sverige ansvar för att kontrollera in- och utförsel av tryckta skrifter via post, telegraf eller järnväg samt att granska telefonsamtal. Med stöd av tvångsmedelslagen från januari år 1940, fick säkerhetstjänsten omfattande befogenheter att granska och censurera postförsändelser och utföra telefonavlyssning. Tryckta skrifter kunde enligt lagen "inställas eller fördröjas eller försändelsens innehåll granskas och censureras". På samma sätt kunde  telefonmeddelanden "inställas eller fördröjas" och det blev möjligt att avlyssna vissa telefonapparater eller stänga av telefonen för fler samtal. Säkerhetstjänsten genomförde individuell telefonkontroll av omkring 6000 personer under kriget.
Granskningen av tryckta försändelser var mycket omfattande under krigsåren. Mellan år 1941 och 1944 granskades cirka tio miljoner försändelser per år och omkring 100 000 postpaket varje år.

## Teatern

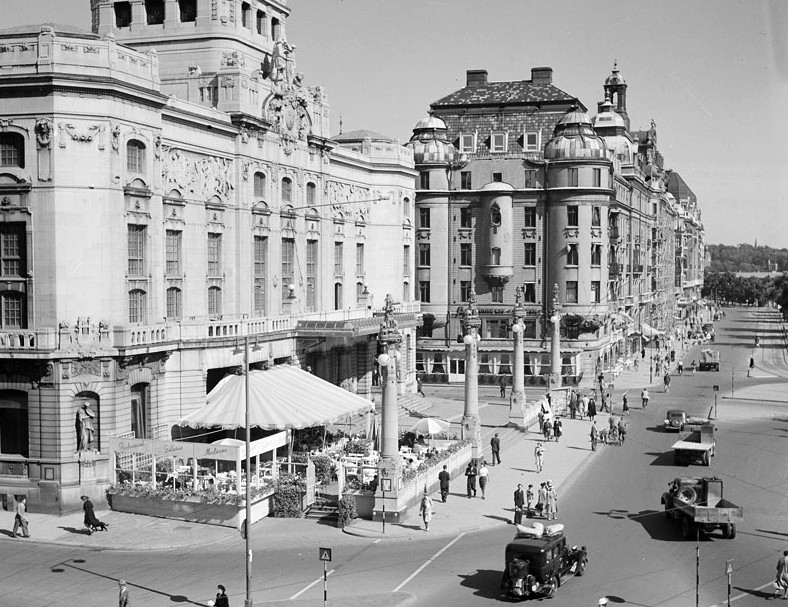
Dramaten på 1940-talet.

När det gällde teater kunde regeringen inte styra vad som fick visas genom att använda tryckfrihetsförordningens paragrafer (TF 3:9, TF 3:9:2). Istället användes paragraf 13 i Stockholms ordningsstadga från 1868 för att förbjuda hela eller delar av teaterpjäserna. Enligt paragrafen kan ingripande ske om "något som strider mot sedlighet eller allmän lag eller föranleder till svårare oordning äger polismyndigheten att dess förnyande förbjuda". Karl Gerhard kritiserade Nazityskland och den svenska eftergiftspolitiken i kupletten "Den ökända hästen från Troja" i revyn Gullregn som hade premiär i juli år 1940. Senare förbjöd regeringen framförandet av revysången enligt paragraf 13 i ordningsstadgan. Detta gjordes efter att tyskarna utövat påtryckningar mot regeringen. Under krigsåren förbjöds även andra pjäser, såsom exempelvis Axel Kiellands Om ett folk vill leva som hade premiär i september 1943.
Under krigsåren hade Dramaten i Stockholm tre statliga ledamöter i styrelsen och dessa hade inflytande över teaterns utbud. Exempelvis var Farlig oskuld en pjäs som kunde tolkas som symbolisk och man flyttade därför fram premiären.

## Riksdagens passivitet under kriget
En av riksdagens viktigaste uppgifter är att kontrollera hur regeringen och myndigheterna sköter sitt arbete, vilket är en förutsättning för demokratin. Riksdagen förhöll sig däremot väldigt passiv under kriget och accepterade nästan alla de beslut som fattades av regeringen. Därmed förlorade riksdagen mycket av sin kontrollerande funktion. Dessutom använde sig regeringen av ett undantag i regeringsformen för att kunna ta beslut i utrikeshandelsfrågor utan riksdagen inblandning. Av undantaget framgick att om det låg i landets intresse så kunde även frågor som riksdagen vanligtvis skulle ta ställning till beslutas av regeringen.

## Tysk verksamhet i Sverige och brittiska försök till att påverka Sverige
År 1940 fanns det ett stort nätverk av tysk verksamhet i Sverige: Tyska legationen, Deutsche Akademie, Deutscher Austauschdienst, Deutsches wissenschaftliches Institut, tyska radiosändningar på svenska och ett flertal andra kultur- och företagssamarbeten. Utöver att driva propaganda förekom även ideologiskt-kulturellt intresse i Norden i den nazistiska världsbilden. Det skapades ett starkt tryck på svenska myndigheter att inte publicera nazikritiska artiklar. Även britterna försökte påverka den svenska opinionen med hjälp av propagandamaterial, exempelvis genom broschyrer såsom Hitlers koncentrationsläger och Nazistiska lögner.